# Euphorbia albertensis
Euphorbia albertensis ist eine Pflanzenart aus der Gattung Wolfsmilch (Euphorbia) in der Familie der Wolfsmilchgewächse (Euphorbiaceae).

## Beschreibung
Die sukkulente Euphorbia albertensis entspringt einer verdickten Wurzel und geht in einen verkehrt konischen und leicht mit Warzen besetzten Körper über. Der Pflanzenkörper wird 10 Zentimeter breit und 3,7 Zentimeter hoch. Die sehr vielen Zweige stehen ausgebreitet und entwickeln sich um den endständigen Vegetationspunkt. Sie sind mit kleinen Warzen gemustert und werden 2 Zentimeter lang und bis 8 Millimeter dick. Die kurzlebigen Blätter sind linealisch geformt und werden bis 3 Millimeter groß. 
Die einzelnen Cyathien erscheinen oben an den Zweigen und stehen an 12 bis 25 Millimeter langen Stielen. Unterhalb des 4,5 Millimeter großen Cyathium befindet sich ein schlanker Wirtel aus 3 bis 4, bis 3 Millimeter langen Brakteen. Die elliptischen Nektardrüsen besitzen an den Rändern 3 bis 4 Zähne. Früchte und Samen sind nicht bekannt.

## Verbreitung und Systematik
Euphorbia albertensis ist in Südafrika in der Provinz Westkap, in der Nähe der Stadt Prince Albert verbreitet.
Euphorbia albertensis gehört zur Sektion Anthacanthae der Untergattung Athymalus. Die Erstbeschreibung der Art erfolgte 1915 durch Nicholas Edward Brown. Peter V. Bruyns behandelte die Art 2012 als Synonym von Euphorbia decepta.